# ممشى خشبي

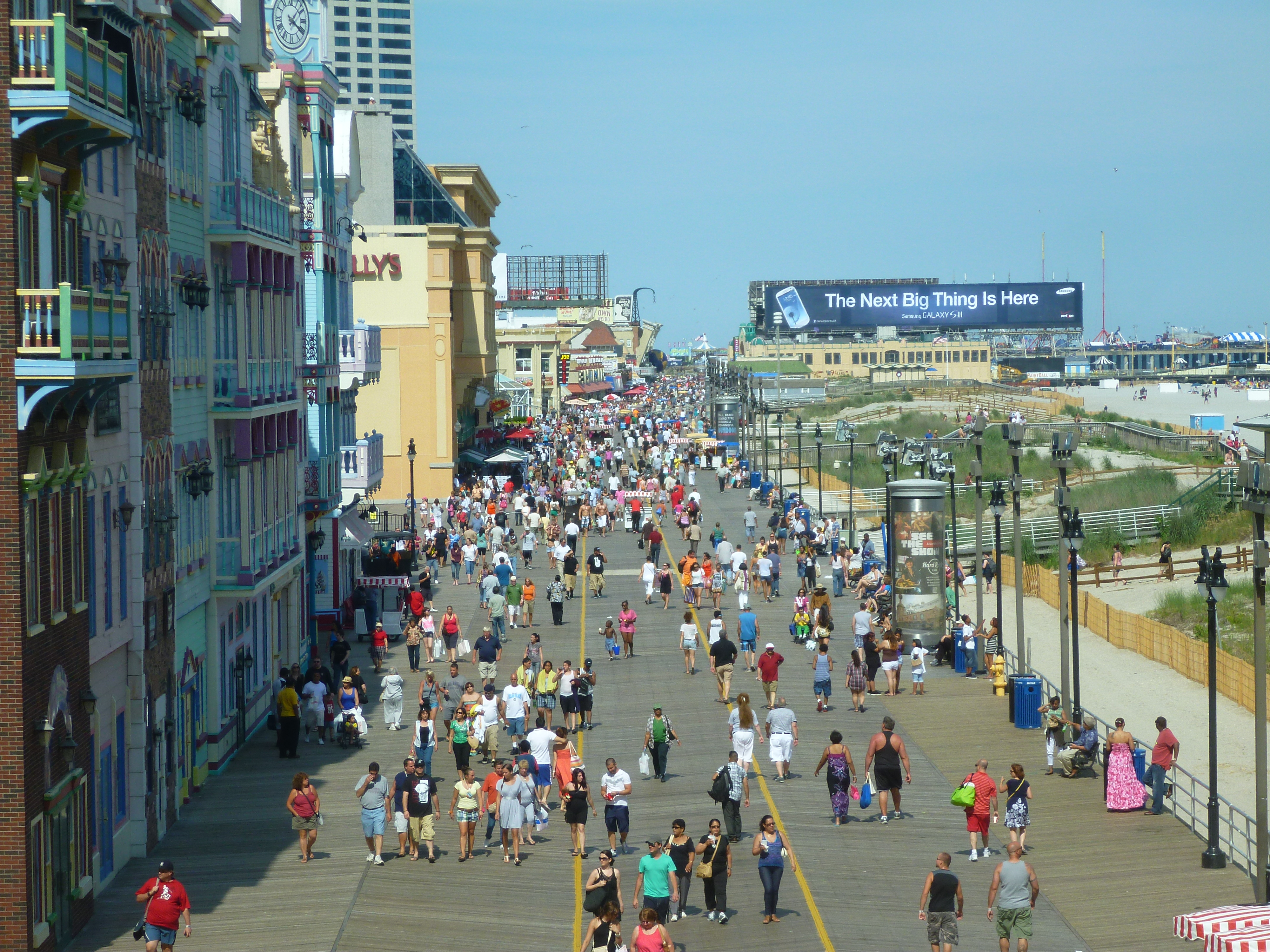
افُتتح ممشى خشب مدينة الأطلسي عام 1870 ليكون أول ممشى خشبي في الولايات المتحدة. يطول فيكون أطول ممشى في العالم والأزحم.

الممشى الخشبي هو مسار مشاة مرتفع أو ممشى أو مجازة مبنية بألواح خشبية تمكن المشاة من عبور الأراضي الرطبة أو الهشة أو الأهوار. ممشى الخشب يماثل الجسر إلا أنه منخفض. توجد مثل هذه المسارات الخشبية منذ العصر الحجري الحديث على الأقل.
استبدلت بعض المماشي الخشبية بأقسام خرسانية وحتى نوع من نفايات اللدائن المستغلة يشبه الخشب.

## المِعبرة

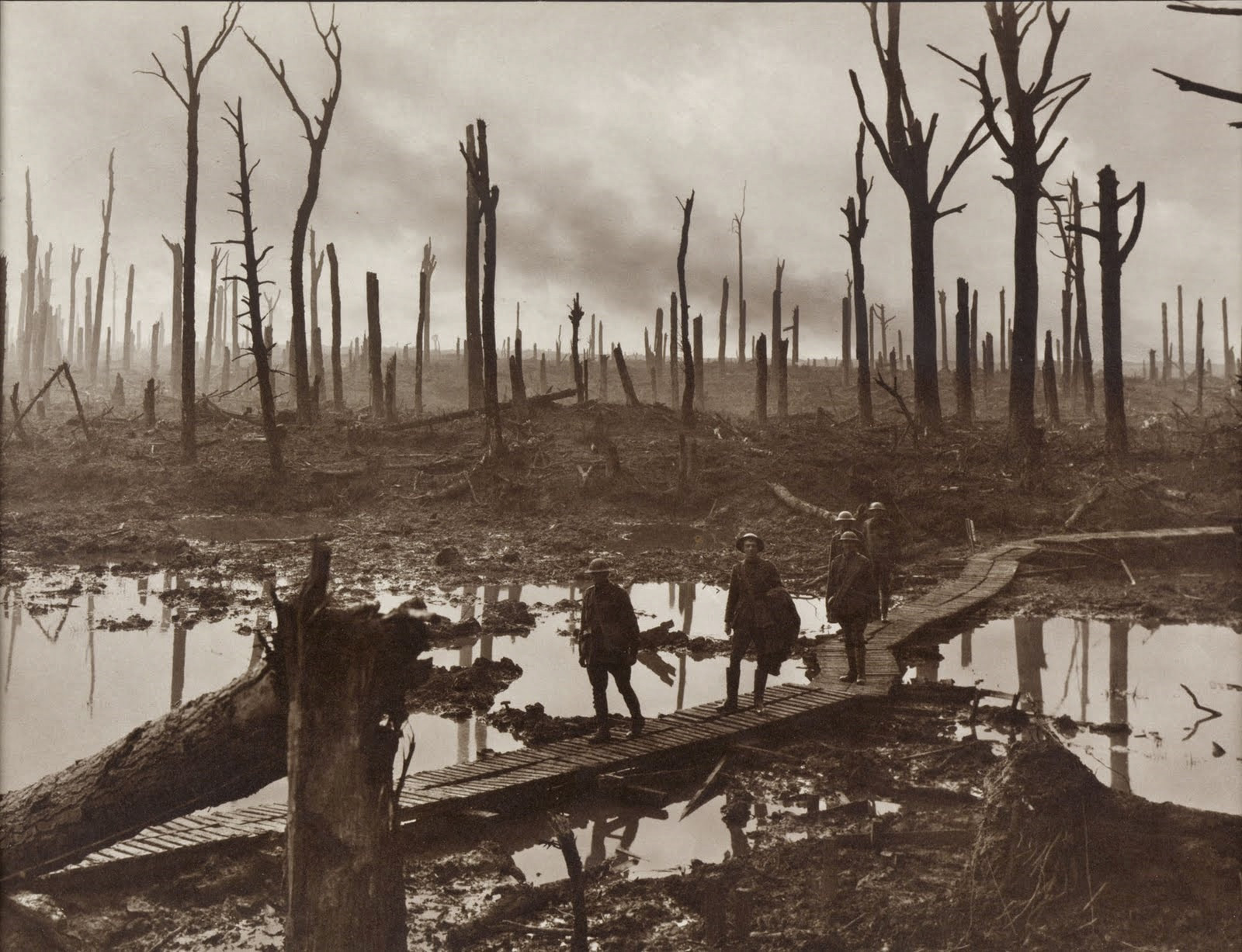
جنود أستراليون يمشون معبرة أثناء معركة باشِنديل

المِعبرة (بالإنكليزية: Duckboard) الدرب الناشئ من الأخشاب الموضوعة على أرض موحلة ورطبة. استُخدمت المعبرة خلال الحرب العالمية الأولى لربط قاع الخنادق على الجبهة الغربية لأنها كانت تغمر بانتظام وكان الطين والماء يكمن في الخنادق لأشهر متتالية. ساعدت الألواح في الحفاظ على أقدام الجنود جافة ومنع الوصول إلى حالة قدم الخندق الناجم عن الوقوف لفترات طويلة في أماكن مشبعة. وسمحت بتحرك القوات بشكل أسهل عبر أنظمة الخنادق.

## الصور

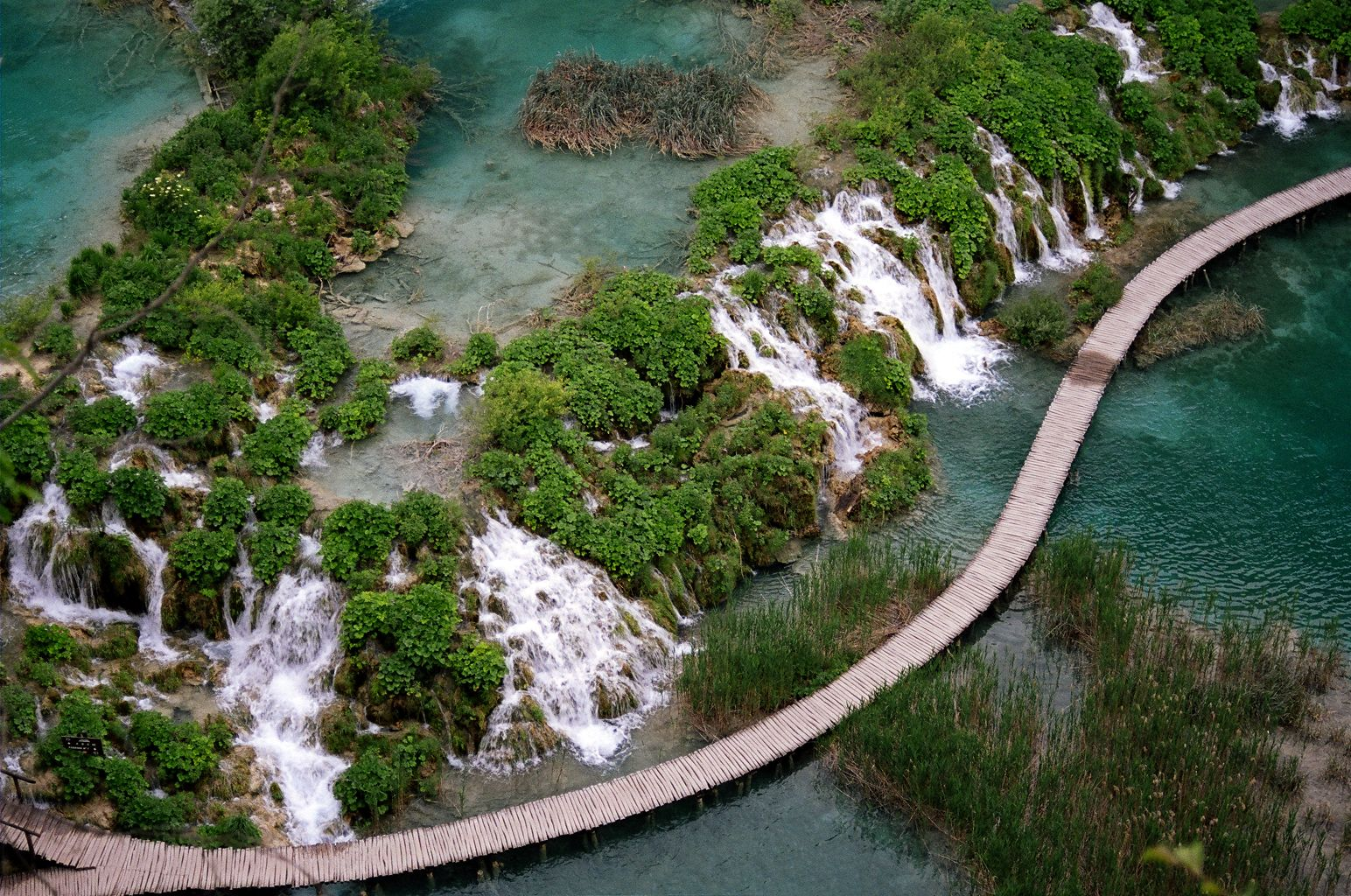
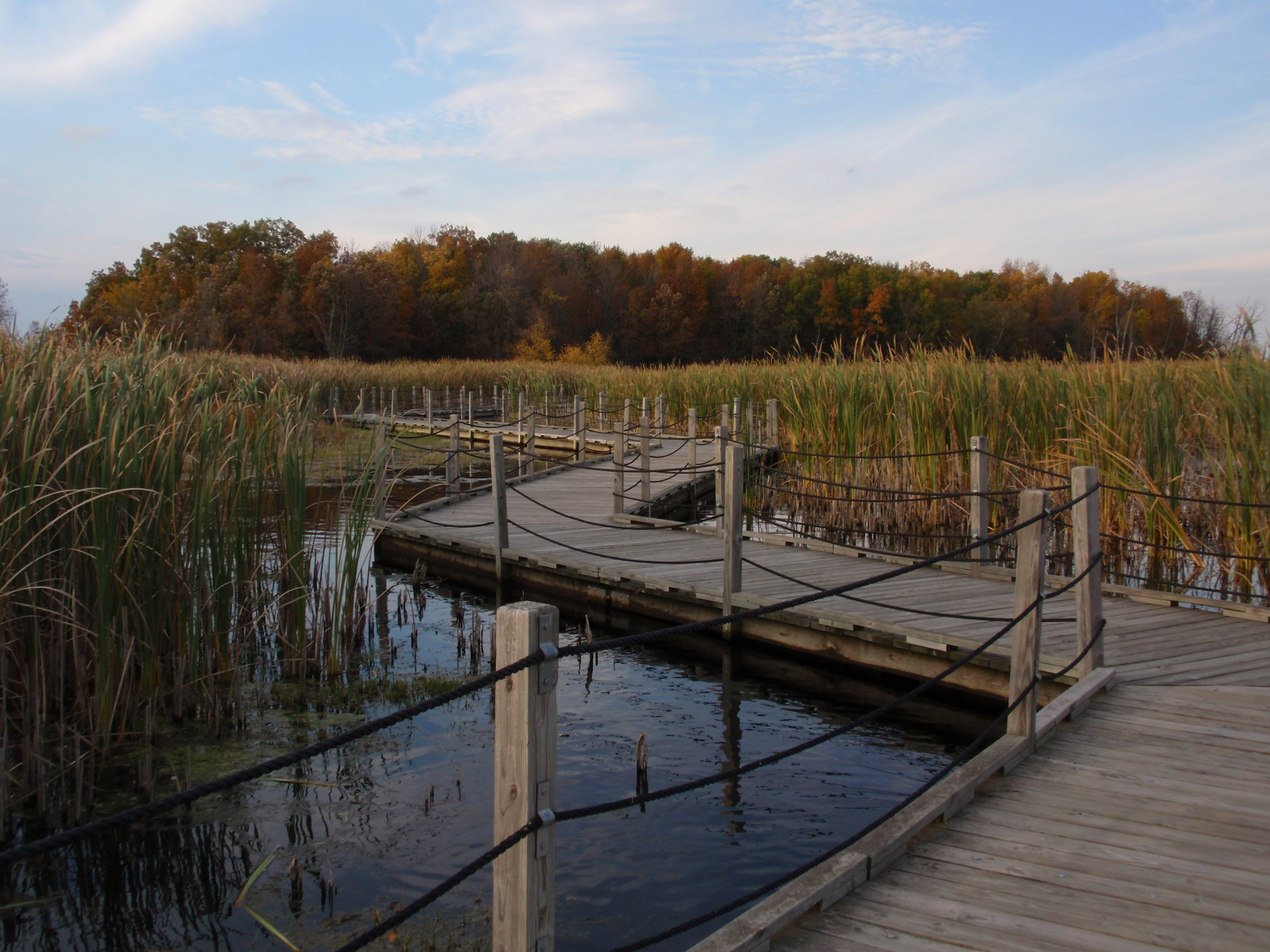
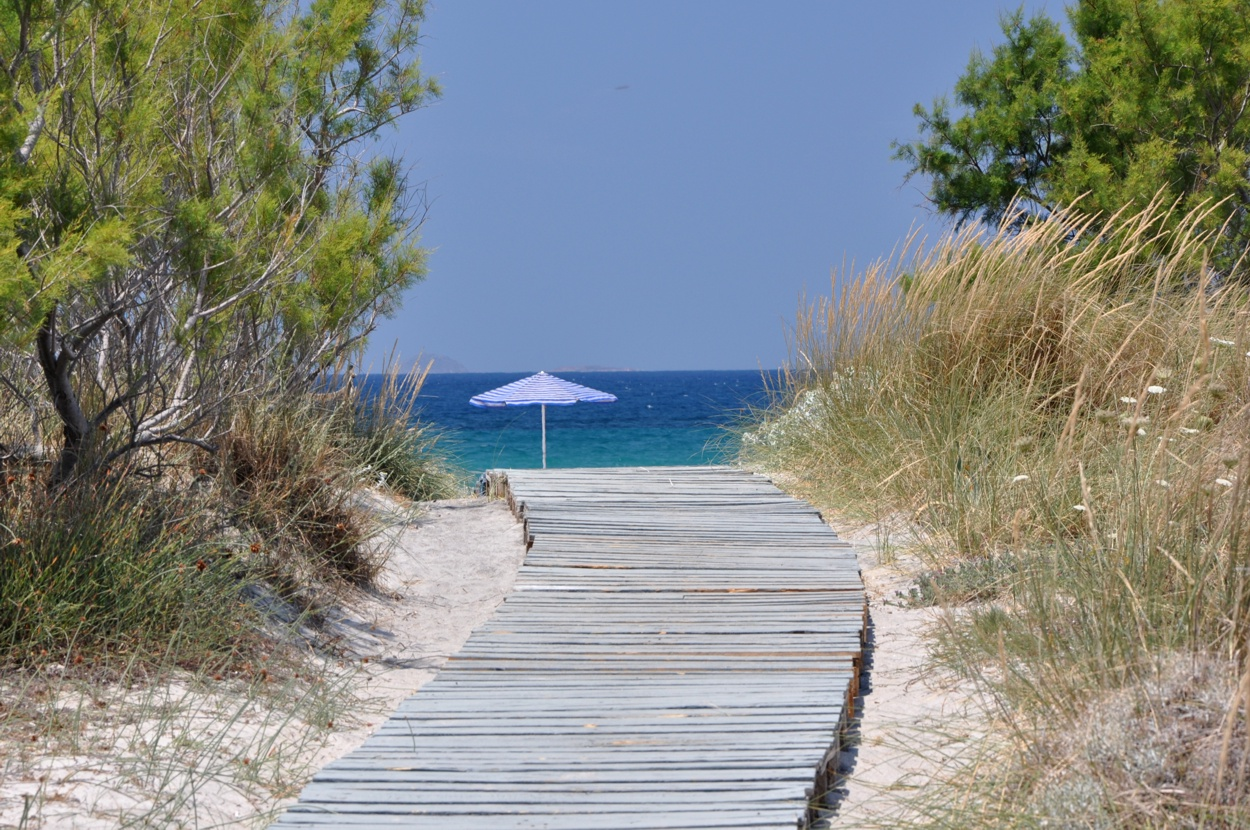
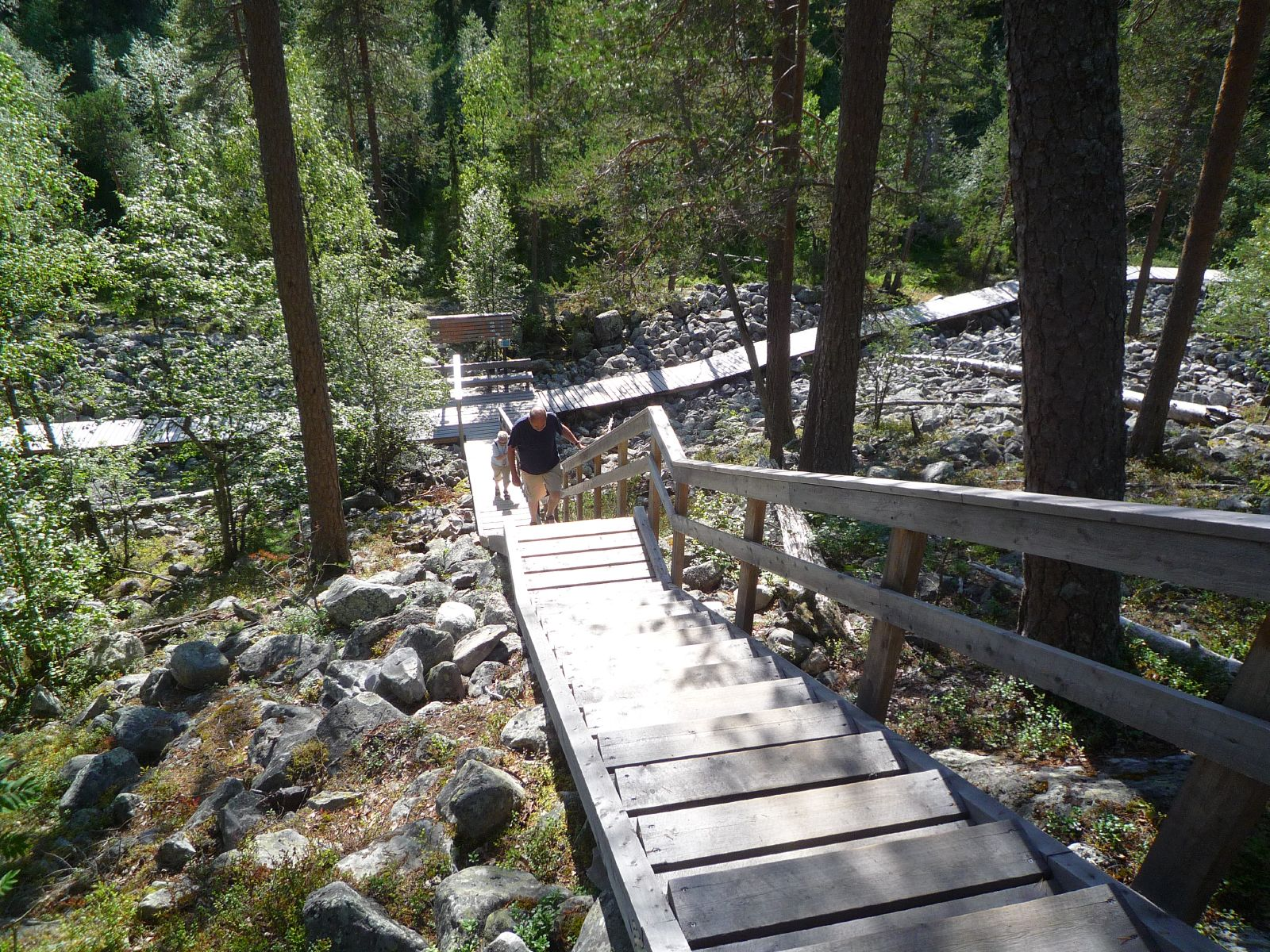
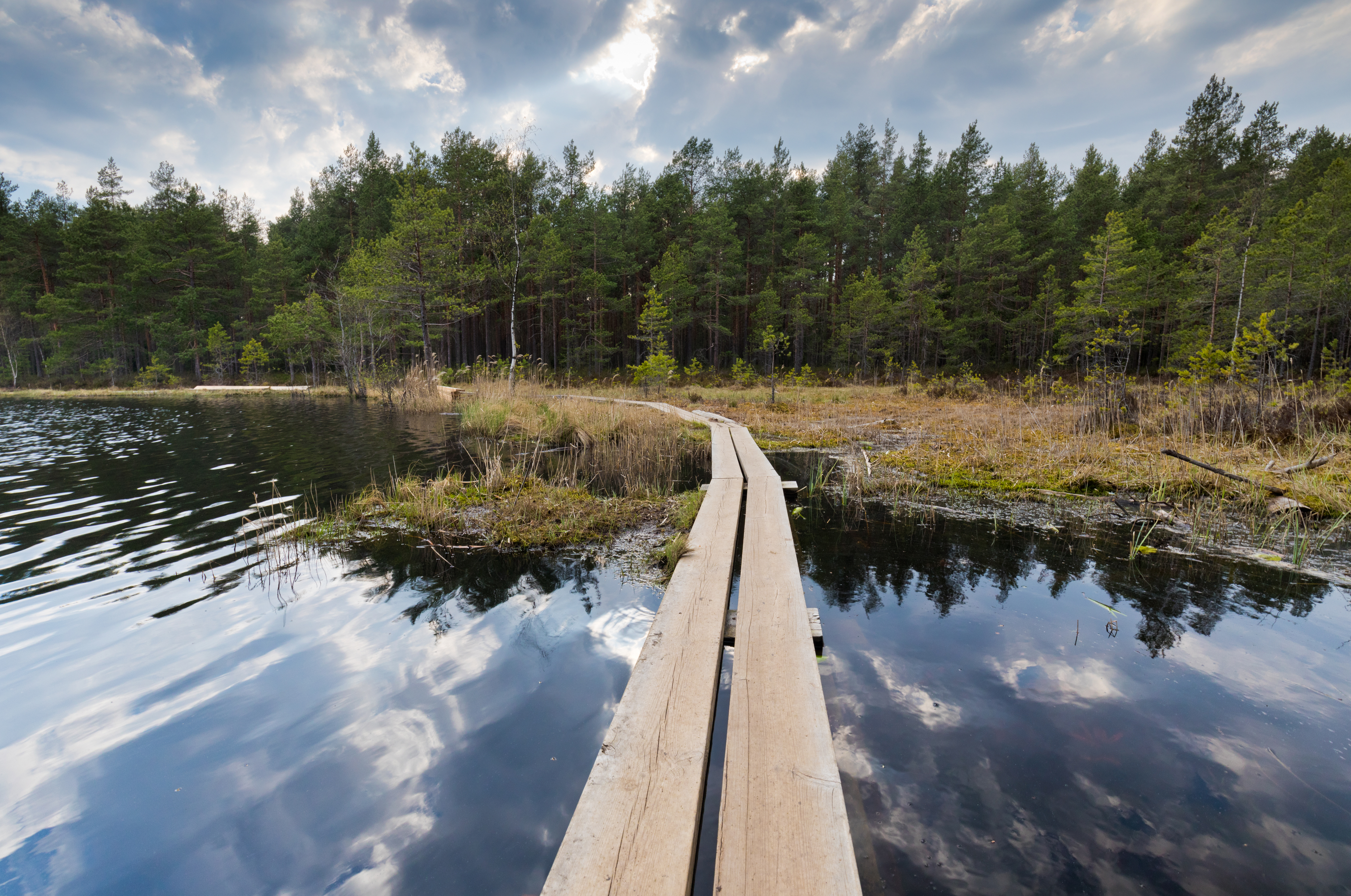
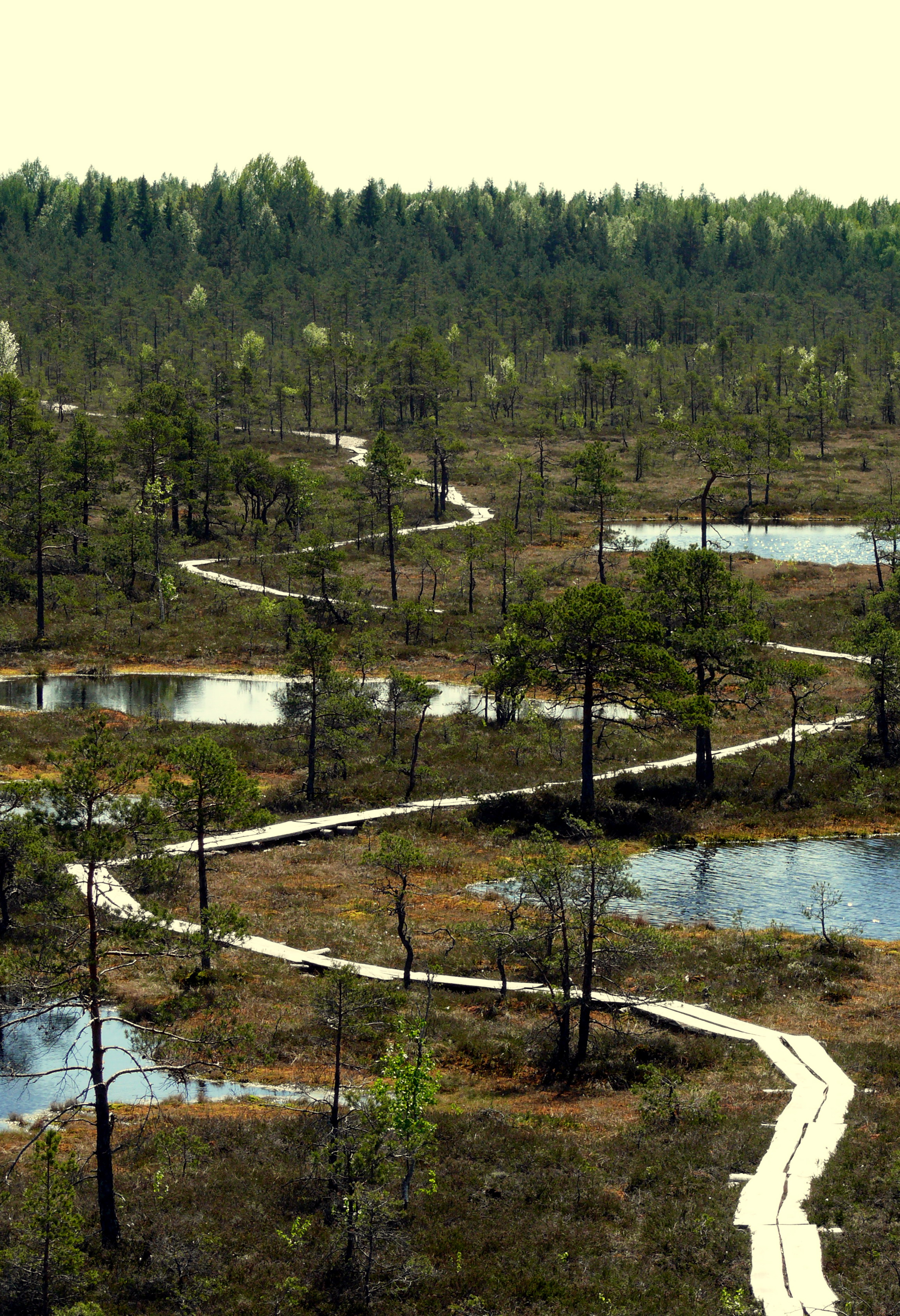
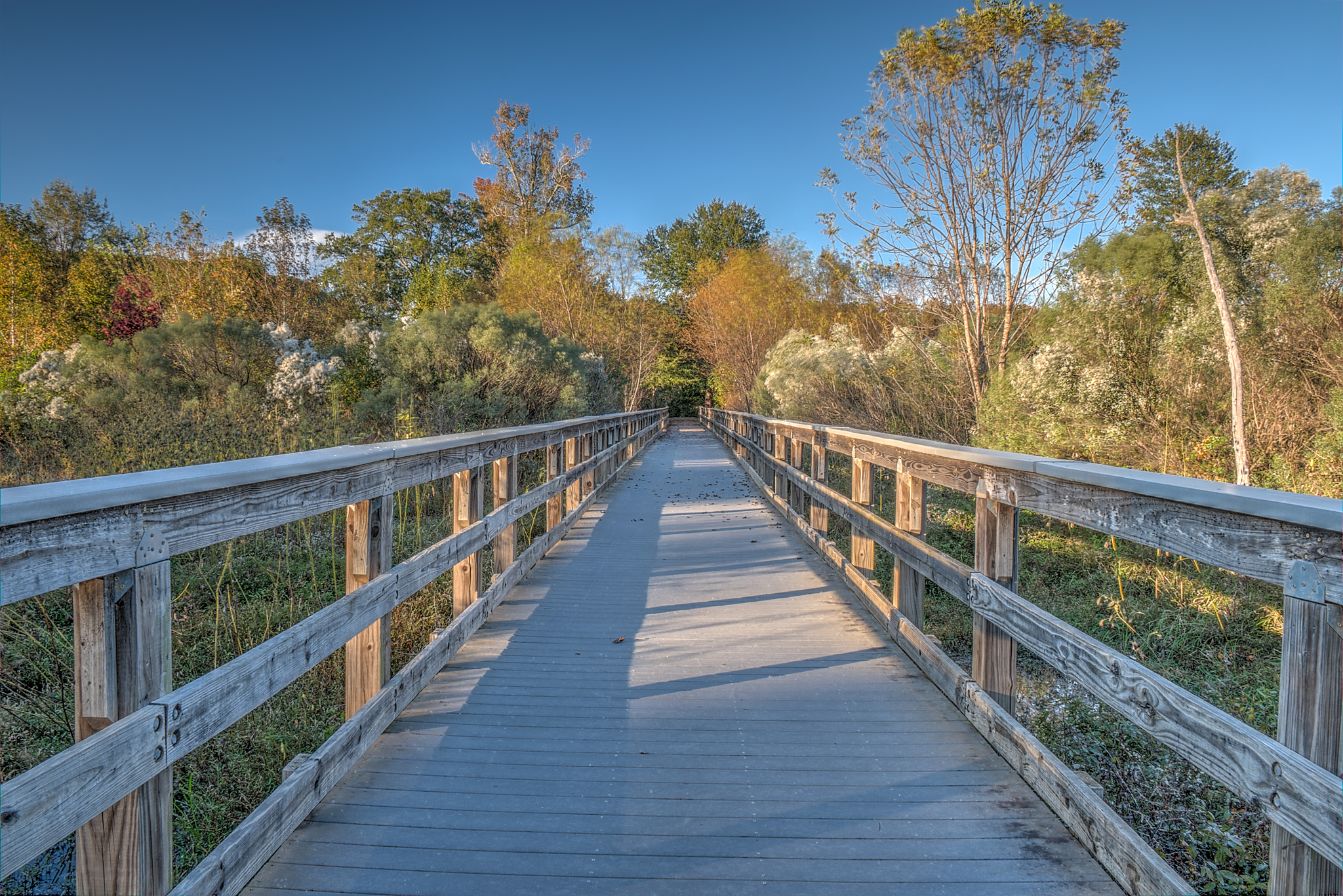
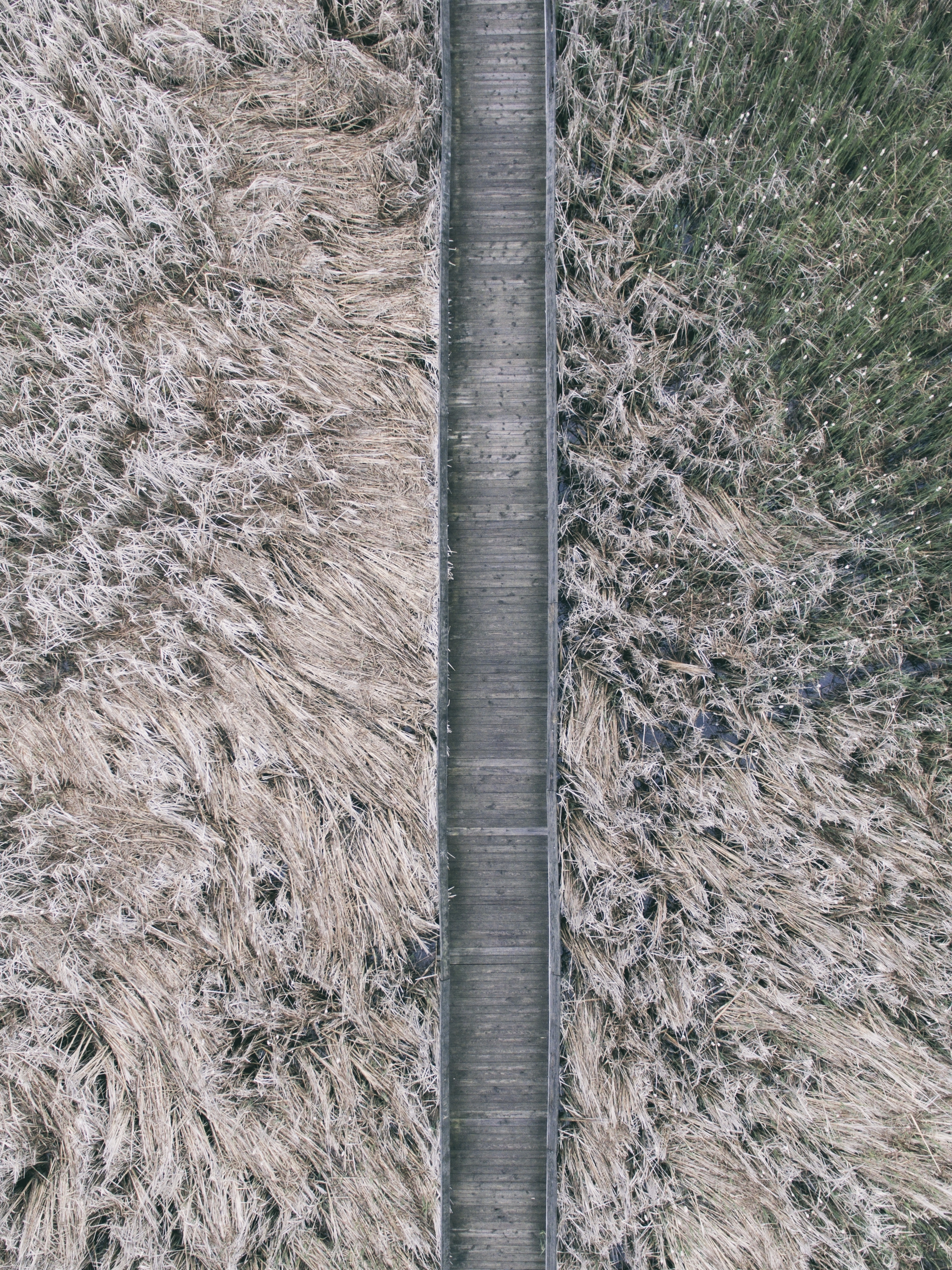
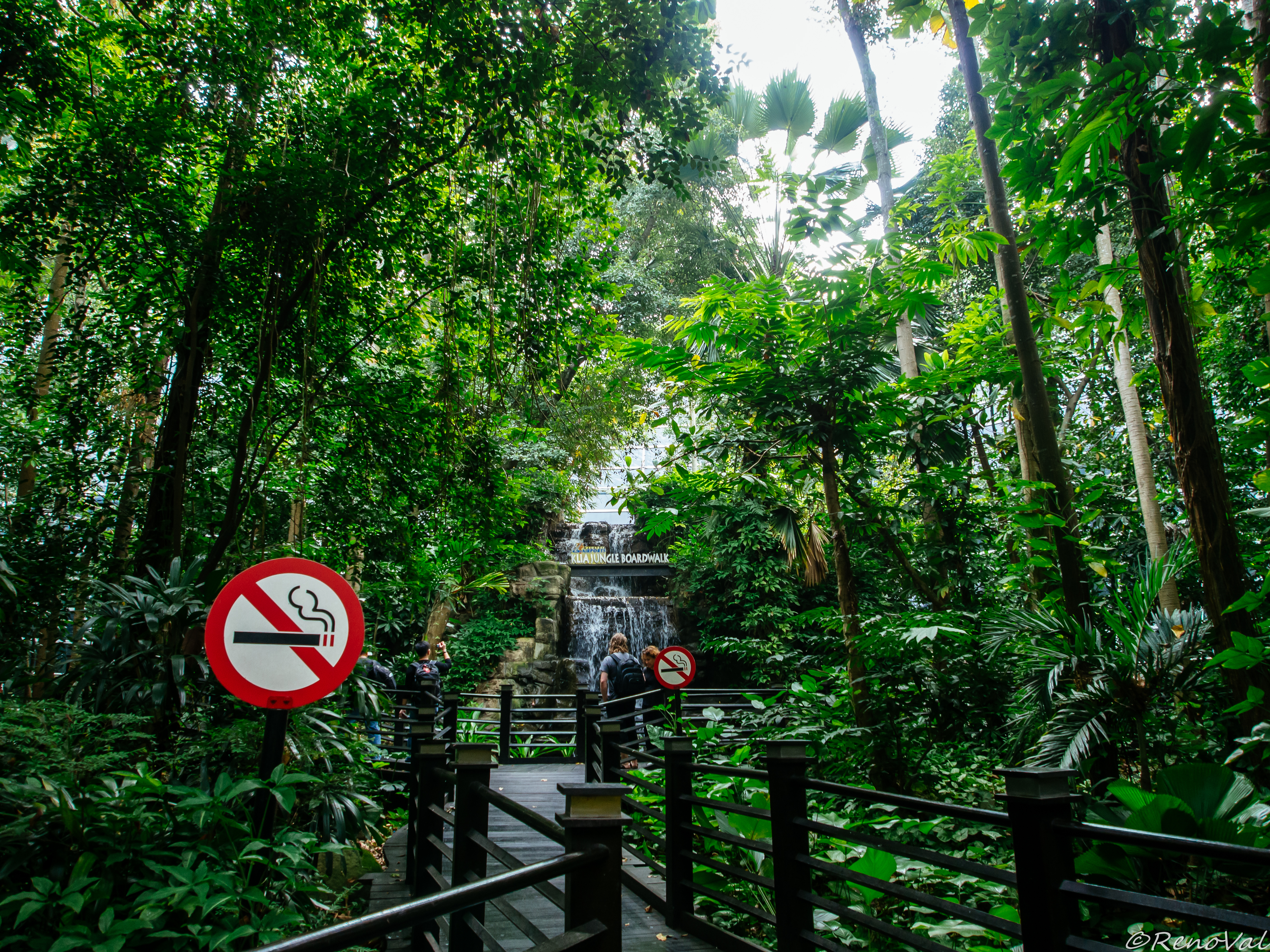